# Maison d'Aartela
La maison d'Aartela (finnois : Aartelan talo)  est un bâtiment situé dans le  quartier de Kankaantausta à Hämeenlinna en Finlande.

## Présentation
La maison d'Aartela est un édifice en pierre construite en 1924 dans la section Punaportti de Kankaantausta.
Le bâtiment de style fonctionnaliste est conçu par l'architecte Toivo Tuovinen et construit à partir de matériaux locaux.
Le bâtiment porte le nom d'Evert Aartela le jardinier qui l'a fait construire, .
Autour de la maison se trouvait le jardin d'Aartela, qui comprenait 17 serres et possédait les plus grandes roseraies des pays nordiques.
À la fin des années 1960, la maison est vendue.
Elle abritera l'institut musical d'Hämeenlinna de 1968 jusqu'en 2008, date à laquelle elle s'est installée à la Verkatehdas. 
Aujourd'hui, la maison sert de bâtiment administratif de l'école professionnelle Tavastia. La maison est protégée depuis 2017.